# Jinze
Jinze (kinesiska: 金泽镇) är en köping i Kina. Den ligger i Qingpu i storstadsområdet Shanghai, i den östra delen av landet, omkring 56 kilometer sydväst om den centrala stadskärnan. Antalet invånare är 67 735. Befolkningen består av 33 524 kvinnor och 34 211 män. Barn under 15 år utgör 6,0 %, vuxna 15-64 år 78 %, och äldre över 65 år 14,0 %.